# Protein ribosome 40S S27
Protein ribosome 40S S27 còn được gọi là metallopan-stimulin 1 hoặc MPS-1 là một protein mà ở người được mã hóa bởi gen RPS27.  Metallopan stimulin là một protein 
zinc finger và được cho là có tham gia sửa chữa DNA cũng như trong tạo khối u (oncogenesis).

## Chức năng
Ribosome, phức hợp mà xúc tác cho quá trình tổng hợp protein, bao gồm một tiểu đơn vị 40S nhỏ và một tiểu đơn vị 60S lớn. Các tiểu đơn vị này bao gồm bốn loại RNA và khoảng 80 protein riêng biệt về mặt cấu trúc. Gen RPS27 này mã hóa một protein ribosome là thành phần của tiểu đơn vị 40S. Protein thuộc họ S27E của các protein ribosome. Nó chứa một miền zinc finger loại C4 nên có thể liên kết với kẽm. Protein này cũng được chứng minh là có khả năng liên kết với axit nucleic. Nó nằm trong tế bào chất như một thành phần ribosome, nhưng nó cũng đã được phát hiện trong nhân. Các nghiên cứu trên chuột chỉ ra rằng protein ribosome S27 nằm gần protein ribosome S18 trong tiểu đơn vị 40S và được liên kết cộng hóa trị với yếu tố khởi đầu dịch mã eIF3. Như là điển hình cho các gen mã hóa protein ribosome, có nhiều gen giả của gen này được nhân lên và phát tán trong khắp bộ gen.

## Ý nghĩa y khoa
Biểu hiện của gen này tăng cao trong một số loại bệnh ác tính và nồng độ MPS đã được quan sát thấy là giảm khi điều trị một số bệnh ung thư. Đây cũng là mục tiêu cho một số loại liệu pháp hóa trị, nhằm mục đích bẻ cong nhân kẽm từ các motif zinc-finger của MPS, từ đó làm bất hoạt yếu tố này. Những liệu pháp này đã cho thấy hứa hẹn về việc điều trị ung thư trong các thử nghiệm tại phòng thí nghiệm và một số thử nghiệm lâm sàng hạn chế. Ung thư đầu và cổ được chuyển nạp để biểu hiện quá mức protein này cũng đã được chứng minh là bị ức chế tăng trưởng.